# Soay (Saint Kilda)
Soay (Schots-Gaelisch: Soaigh) is het westelijkste eiland van Saint Kilda.
Soay ligt ten noordwesten van het hoofdeiland Hirta, waarvan het gescheiden wordt door een zeestraat van een halve kilometer breed, waarin de Stac Shoaigh ligt, een vrijstaande rots in de zee. Ten zuidwesten van de Stac Shoaigh, dicht bij de kust van Soay, ligt de Stac Dona, de „slechte rots“. Van west naar oost is Soay nergens twee kilometer breed; daarentegen is het eiland — net zoals de rest van Sint Kilda gevormd door een vulkaan — rotsachtig en steil, ofschoon het niet de extreem steile rotswanden van Hirta heeft. Het hoogste punt is de Cnoc Glas, de „grijze heuvel“, met 376 meter. Ten westen van de top bevindt zich een bron, Tobar Ruadh, een kleine plas water omgeven door een steencirkel en vegetatie. Ten noorden van Soaigh ligt nog het rotseilandje Am Plastair. Alle eilanden van Sint-Kilda zijn in het beheer van de National Trust for Scotland en maken deel uit van het werelderfgoed.
De bewoners van Hirta bezochten het eiland regelmatig om Noordse stormvogels en papegaaiduikers te vangen voor hun vlees en pluimen. Zij kweekten er eveneens een apart schapenras, het Soay-schaap. Het is aan deze schapen dat het eiland zijn naam ontleent: de Vikingen noemden het eiland Soay, wat schapeneiland betekent. Het is niet duidelijk of deze schapen er al waren of de Vikingen ze er introduceerden.